# Het Sinterklaasjournaal: De Meezing Moevie
Het Sinterklaasjournaal: De Meezing Moevie is een Nederlandse muzikale Sinterklaasfilm uit 2009 en is gebaseerd op het televisieprogramma Het Sinterklaasjournaal.

## Rolverdeling
| Acteur              | Rol               |
| ------------------- | ----------------- |
| Bram van der Vlugt  | Sinterklaas       |
| Erik van Muiswinkel | Hoofdpiet         |
| Maarten Wansink     | Huispiet          |
| Dick van den Toorn  | Wellespiet        |
| Rob Kamphues        | Rare Piet         |
| Bob Fosko           | Pietje Precies    |
| Peter Lusse         | Ballonnenpiet     |
| Anne Rats           | Paardenpiet Glenn |
|                     | Bioscooppiet      |
| Dieuwertje Blok     | Presentatrice     |
| Jeroen Kramer       | Verslaggever      |
| Eren Cesur          | Sevket            |
| Viggo Waas          | Schoorsteenveger  |
| Peter Heerschop     | Huiseigenaar      |
| Dries Roelvink      | Stratenmaker      |
| Dick Lam            | Titus Tillema     |
| Ferry de Groot      | Willem Grol       |
| Stefan de Walle     | Jan Boerefluitjes |
| Bas Hoeflaak        | POD Klaas         |
| Peter van de Witte  | POD Piet          |
| François Boulangé   | Bakker Boulanger  |
| Kees Driehuis       | Voiceover         |